# L1A1
7,62-мм самозарядные винтовки системы L1A1, также известна как SLR — британская самозарядная винтовка, являющаяся вариантом известной FN FAL. В настоящее время заменена в армии Великобритании автоматом L85.

## История
В конце 1940-х — начале 1950-х годов в Англии был разработан промежуточный патрон .280 British и автомат под него EM-2, принятые на вооружение в 1951 году. Однако вскоре под давлением США был сделан выбор в пользу американского патрона 7,62×51 мм НАТО, являвшегося не промежуточным, а дважды укороченным винтовочным. Наиболее подходящим оружием под новый патрон была сочтена винтовка FN FAL. В ходе испытаний 1954—1957 годов победу одержал вариант под индексом Х8Е5. В дальнейшем это оружие было подвергнуто некоторой доработке: появился щелевидный пламегаситель, на стенках стебля затвора были выштампованы продольные пазы, игравшие роль грязесборников, рукоятка взведения (установленная слева) и рукоятка для переноски сделаны складными, приклад, цевьё и пистолетная рукоятка выполнены из армированного стекловолокном пластика. Новое самозарядное оружие было принято на вооружение 1 марта 1957 года.
В начале 1960-х годов с L1A1 стали использоваться новые винтовочные гранаты, не требующие для метания специальных холостых патронов. В 1974 году для винтовки был разработан прицел SUIT.
L1A1 производилась или закупалась 80 государствами, большая часть из которых была доминионами или колониями Британской империи. Например, индийской оружейной фабрикой в городе Ишапур производилась копия L1A1— I-A SL, отличавшаяся от британской модели прикладом, подобным таковому у винтовки Enfield № 1 MkIII.

## Описание
За исключением отсутствия режима стрельбы непрерывными очередями, L1A1 практически полностью соответствует винтовке FN FAL. Другими отличиями стали 4 различных по длине затылка приклада (позволявшие подогнать оружие под конкретного солдата) и отсутствие затворной задержки. Для повышения эффективности стрельбы в сумерках в основание мушки был вставлен радиоактивный источник освещения Betalight. Прицел SUIT характеризуется отсутствием стандартного перекрестия, вместо которого имеется прицельная марка, подсвеченная красным светом тритиевого источника (Trilux). Интенсивность подсветки можно регулировать.

## Канадский вариант
C1 — канадский вариант L1A1, отличающийся формой приклада и пламегасителя, а также возможностью заряжания магазина без отсоединения от винтовки при помощи обойм на 5 патронов. Был принят на вооружение Канады в июне 1955 года. Диоптрический прицел имел 5 отверстий, соответствовавших дальностям стрельбы от 186 до 550 метров (200—600 ярдов).
В 1958 году на вооружение военно-морских сил Канады поступил вариант C1 D, имеющий возможность стрельбы очередями. В 1959 году появились варианты С1А1/C1A1 D, изменённые с целью снижения затрат на производство. Отличиями стали: отсутствие отверстий в цевье, составной из двух частей ударник, пластмассовые детали вместо деревянных, новый щелевой пламегаситель, позволяющий использовать стандартные винтовочные гранаты НАТО.
С2 — вариант ручного пулемёта, отличающийся более тяжёлым стволом и наличием сошек, имеющих деревянные накладки и в сложенном виде образовывавших цевьё. Помимо магазинов на 20 патронов могли использоваться и 30-зарядные. Прицел был рассчитан для стрельбы на дистанции до 914 м (1000 ярдов). В 1960 году появился вариант С2А1, изменённый аналогично С1А1.

## Страны-эксплуатанты
- Великобритания

-  Канада
-  Австралия
-  Новая Зеландия

- Самоа — изначально винтовки находились на вооружении расквартированных здесь подразделений новозеландских войск (так как после Первой мировой войны Западное Самоа находилось под управлением Новой Зеландии); после предоставления независимости 1 января 1962 года самозарядные винтовки SLR остались на вооружении местной полиции[1]